# Pteropyx hyalinus
Pteropyx hyalinus är en insektsart som beskrevs av Haupt 1927. Pteropyx hyalinus ingår i släktet Pteropyx och familjen dvärgstritar. Inga underarter finns listade i Catalogue of Life.